# 系譜學

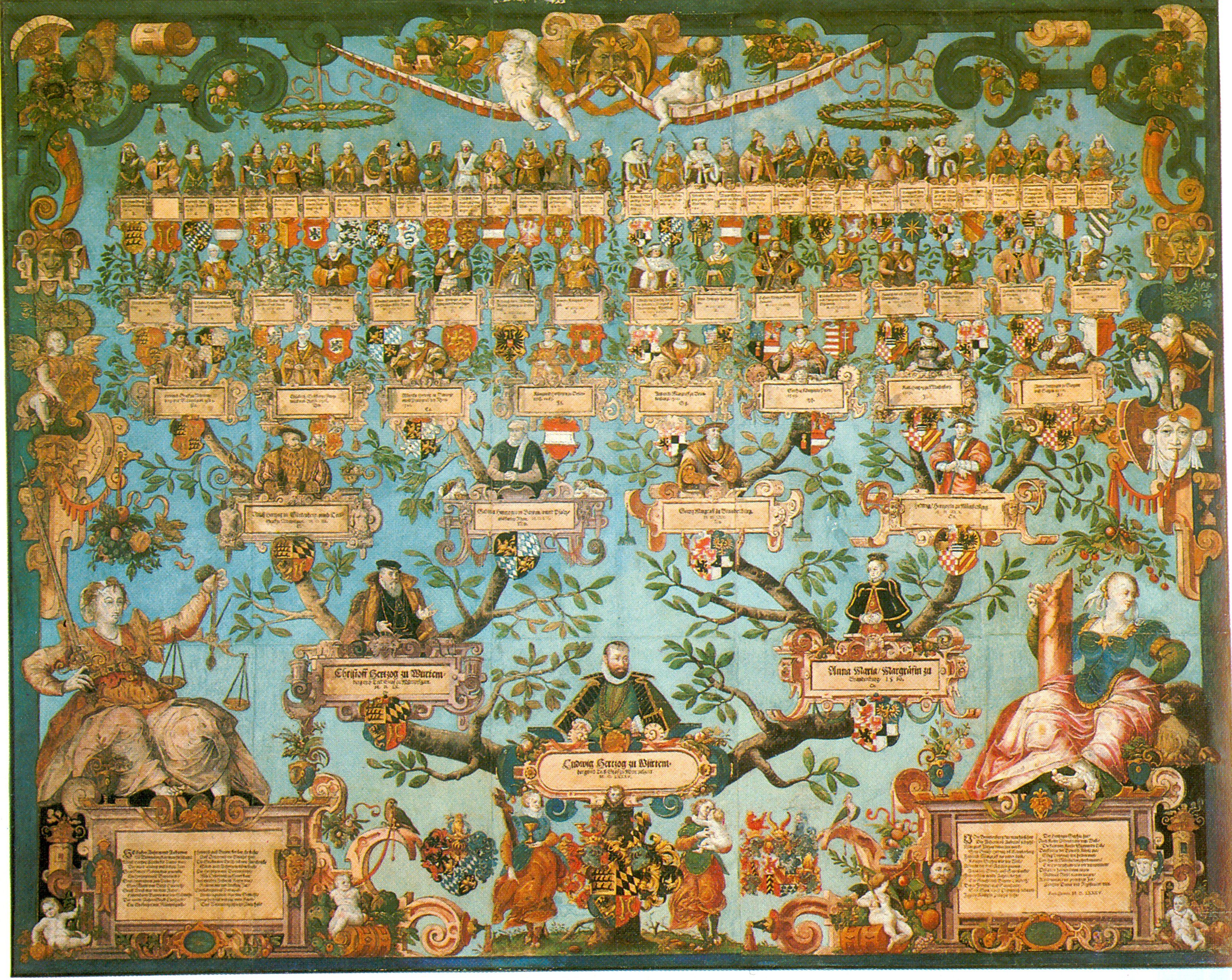
符腾堡路德维希公爵（1568-1593在位）的家谱

系谱学（英語：genealogy）亦称家谱学、家史学，研究并记录一个家族的成员及其亲属的渊源。系谱学家透过口头调查、历史查证、基因分析以及其他手段获取某一个家族的訊息并进而考证其成员的亲属关系和血统传承。其成果通常以图表或叙述文字的形式发表。
对于家族历史和起源的诉求可以归纳为几大动机，包括为一个家族在广大的历史背景中找到他们的所在上、一种为子孙后代保护过往的责任感以及一种在讲故事的时候不捏造事实的自我满足感。
系谱学的英语 genealogy 源自 古希臘語：，晚期拉丁语：genealogia；γενεά 意为“代、血统”（generation, descent），-λογία 意为“-学”（study of）。

## 概述

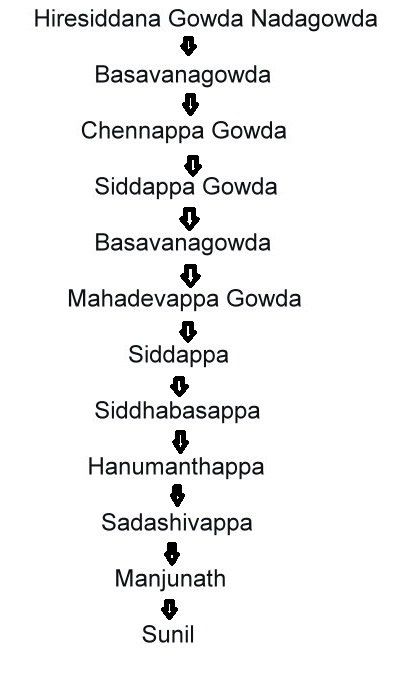
超过275年间，Hindu Lingayat以上12辈父系谱图，来自中卡纳塔克邦，以向下顺序画出。

一般的业余谱系编者都选择追溯自己或配偶的家族。而专业的系谱学者则会对他人进行研究、出版关于系谱方法及教学方面的著作、或是提供自己搜集到的资料和数据。他们可能会为大公司工作，而这些公司则提能供供业余谱系编者以及其他系谱学者使用的软體。不管是业余或者专业系谱学者都不仅只是为了了解某位历史人物生活的时间和地域，还有他们的生活方式，生平事迹和行为动机。这就需要编者必须了解并同时完善已废弃的法律、旧有政策的底线、移民趋势以及历史上的社会经济或宗教情况。
系谱学家有些专攻特定的家族（如（英文））、有些专攻特殊的姓氏（如（英文））、有些专攻类似村庄教区或小型社区（如（英文））、或是研究一些非常出名的人物。Bloodlines of Salem便是专门的家史研究中典型的一例。任何能提供塞勒姆审巫案（Salem Witch Trials）中参与者血统的人，甚至只是它的支持者都会受到该研究团队的热烈欢迎。
系谱学家和家族传人通常会加入家史团队（family history societies）。在这里，刚加入的可以从经验更加老道的研究者那里取经。这些团队通常也会把成果做出索引，使其更容易进入公众的视线，从而开展活动以支持保留公共记录文献以及公墓。一些学校还让学生参与到这种活动中来作为涉及移民和历史的课程的辅助教学方式。此外，重大遗传疾病的家族病史无疑是研究家族史的另一大好处。
“系谱”和“家谱”类似，但从定义上来说存在微小的差别。虽然一般來說也交替使用著这两个词，但是系谱学家协会（Society of Genealogists）将系谱定义为“透过准确的资料中提供能证明后代之间血统联系的证据，建立起血统的传承”，而将家谱定义为“研究家族及其生活的社区、国家的历史沿革的学科”。有时候这两种词汇的使用与宗教氛围密切相关，比如在欧洲常用“家谱”，而在美国则更多使用“系谱”。

## 动机
在社群主义社会，一个人的身份地位不仅仅看你的个人成就，你有什么样的亲戚也同样重要。一句“你是谁？”很有可能在对你父亲、母亲或其他亲属的描述中找到答案。比如新西兰的毛利人就是通过他们的系谱（whakapapa）来定位自己。
家谱在有些宗教信仰系统中扮演了一定角色。例如，耶稣基督后期圣徒教会又为死人施洗的教义传统，这就让信徒们研究自家族谱成为了必需。
直到19世纪晚期，家谱几乎还是那些世袭了大量财富的继承者们的特权。而其他一文不名的后代们，在极端情况下甚至会以家族为耻而废黜家谱。
在一些移民国家，比如美国或者澳大利亚，20世纪的先驱和国家建设者们有一种强烈的自豪感。确立他们的血统就成了美国革命女儿会（Daughters of the American Revolution）一类组织的任务，以帮助区分后来坐享其成的其他移民。
纳粹德国时期，家谱不仅被用于确定某个人与“优等民族”的从属关系，还是合法婚姻的必需品。而在今天的德国，家谱仍然被看作一种隐私的侵犯，而非与谁沾亲带故的自我估价。基于隐私，绝大部分20世纪的家谱依然难见天日。支持家谱记录到案的资金是有限的。因此德国系谱学家们转而强调家谱可能对现有知识和科学产生的影响。
现代的家谱还注重家族地位的其它来源，比如一个几代穷困和为奴的家族的韧性，或是跨越种族和国家边界的家族重聚。一些家族的家谱上，甚至好些要犯也赫然在列，比如澳大利亚的绿林好汉奈德·凱利。
编撰家谱的逐渐升温与日益便捷的网络资源不无关系。这些媒介让好奇的人们可以调查并研究自己的祖先。而在那些家谱遗失，或是由于收養和丧亲导致骨肉分离的人中，这种好奇心尤而为甚。

## 历史
历史上，西方社会系谱学的目光始终聚焦于王室贵族的亲属和血统，而他们则终日忙于宣告自己对家族财富和权力的合法继承权。他们在盾牌上纹上盾徽，以示对祖上权力的继承。现代学者则认为许多王室祖先都是杜撰的，例如盎格魯-撒克遜編年史（Anglo-Saxon chronicles）称数位英王是日耳曼神话中的主神奥丁的后裔。
有些家谱已经保存了相当长一段时间。《孔子世家谱》已经存在了超过2500年，并以“现存最大家谱”载入吉尼斯世界纪录。孔子世家谱续修工作协会（Confucius Genealogy Compilation Committee）已于2009年出版了孔子家谱第五版。

### 现代
现在，系谱学已经变得更加随处可见，普通人也开始像以前的贵族一样为自己的家族研究和编纂家谱。20世纪70年代末期，由于一部电视剧《根：一個美國家庭的傳奇》（Roots: The Saga of an American Family）的大受欢迎，系谱学也迎来了一次春天。原作者艾利斯·哈利便是根据自己家族的故事创作了这部小说，并最后被改编成了一部迷你剧。
随着互联网的出现，系谱学者们所能接触到的一手资源呈爆发性增长，这也导致了此话题关注度的爆发性增长。有数据称，系谱学已然是互联网上最热门的话题之一。互联网不仅是系谱学者们获取资源的主要场所，也成了他们学习和交流的地方。

### 美国
19世纪早期，由于約翰．法默（John Farmer，1789–1838）等人的努力，美国系谱学方面的研究才被系统化。在他之前，追溯自己的祖先常常被当作是殖民者为了确保社会地位而争相与英国皇室沾亲带故的行为，与新生的合众国自由平等、面向未来的精神相背离。就在美国国土越来越宽广时，研究古物，尤其是当地历史，成为瞻仰早期美洲原住民成就的一种方式。在早期合众国对美洲祖先的自豪的意识形态中，法默使古物研究变得可为大众接受，并构建了系谱学的框架。他与古物研究和系谱学都较完善的新英格兰地区的古文物 研究者取得联系，并成为了这场运动的协调者、支持者和贡献者。19世纪20年代，他和同僚们开始出版诚意十足的有关系谱学和考古学的小册子，并慢慢累积了一些忠实读者。虽然法默死于1839年，但他的努力直接导致了新英格兰地区最古老最权威的致力于公共记载的组织之一，新英格兰历史宗谱学会（New England Historic Genealogical Society）的建立。该协会出版了《新英格兰历史宗谱索引》（New England Historical and Genealogical Register）。
成立于1894年的犹他宗谱学会后来成为了耶稣基督后期圣徒教会（The Church of Jesus Christ of Latter-day Saints）的家谱分部。该部门的研究机构，美国家譜圖書館（Family History Library）开展了世界上最大的宗谱资料收集项目。而其初衷是为了协助一些特殊的宗教仪式追溯血统，后期圣徒教会的信众相信这些仪式会让家庭成员永远在一起。他们还相信这实现了圣经的一个预言：先知以利亞将重临人间，并“把父亲的心转向儿女，把儿女的心转向父亲”。

## 研究手段
系谱学研究是一个复杂的过程，需要用到史料，有时甚至是基因分析来追溯其渊源。最终结论的可靠性取决于资源的质量，一手资源里隐藏的信息以及可直接或间接得到的证据。很多情况下，谱写学家必须巧妙地聚合直接和间接证据来确定一个人的身份和地位。最后需要将所有的证据、结论以及所有的支撑论据结合在一起，才能得到一个完善的家谱。
系谱学家通常从收集家族记载和传言开始其研究。这就为涉及检查和评估史料以研究其祖辈及其亲属生平的文献研究创造了基础。系谱学家们通常从当代开始回溯。历史、社会和家族的大环境对于正确评估个人及其亲属都是必不可少的。在系谱学研究中，来源的引用也占有重要地位。为了求证收集到的资料，家谱这时就发挥了作用。而这些家谱，现在可以由系谱学软件生成。

### 基因分析

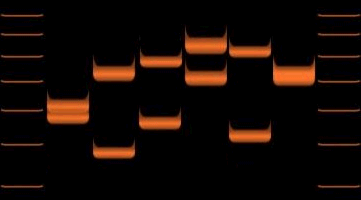
6人VNTR等位基因长度不同

由于人的DNA包含着直接由祖先遗传下来的完全相同的信息，所以遺傳指紋分析有时也用于系谱学研究。三种DNA收到特别青睐：由直系母方遗传下来的，几乎未经突变的线粒体DNA（ mitochondrial DNA ）；由直系父方遗传下来并只表现在男性个体中，同样很少有突变的Y染色体DNA以及可能家族中任何一位亲属都可能拥有的22对非性染色体的常染色体DNA。
家谱DNA测试的出现，让两个人确定自己是否为同一祖先的不同后代提供了精确的手段。个人的遗传测试结果会被存入数据库，帮助人们确定在历史上是否有同一个祖先。比如分子系谱学研究项目（Molecular Genealogy Research Project）。但测序的结果，对于父系和母系双方的用处都是有限的。

### 合作
几乎所有的系谱学软件给出的信息都是标准化的GEDCOM格式。这种格式可以被系谱学家们分享，可以加入数据库，也可以经改头换面添加到某一家族的网站门面上。社交網路服務（SNS）允许人们分享数据并在线创建他们的家谱。家族成员可以上传家谱，并与家族传人取得联系以填补其空白。

### 志愿服务
志愿工作（Volunteer efforts）在谱系工作中是经常能见到的，包括完全不正规的和高度组织化的志愿服务。
不太正规的服务，比如Rootschat和邮件列表，提供了一些稀有姓氏、地区及其他信息，就显得非常受欢迎，也非常有用了。这些论坛也可以用来找亲戚、查资料、获取专业意见以及更多其他信息。
许多系谱学家为一些组织松散的机构工作，线上线下同时活动。而这些合作机构也有多种形式。有些机构编辑姓名索引以备案，比如遗嘱认证，并出版纸质或电子版的索引。这些姓名索引可以作为查找原始记录的辅助工具。其它机构转录这些记录或提取一部分使用。为某些特定地区提供记录查询也是另一种服务形式。志愿者们则帮忙做可供查询的档案履历，或是在自家周围帮那些抽不出身远行的系谱学家们拍些照片。
那些渴望系统的、专业的志愿服务环境的人则可以加入数以千计遍布全球的系谱学社团。大多数团体都有一个特殊的关注点，比如特殊的姓氏、族群、地域区划或者特定历史人物的后代等等。系谱学团体大多数都全由志愿者组成，且大部分提供十分广泛的服务，从维持成员所使用数据库、出版时事通讯，为公众提供咨询导航到为研讨会进行培训、组织记录保存和转录项目等，几乎无所不包。

### 软件

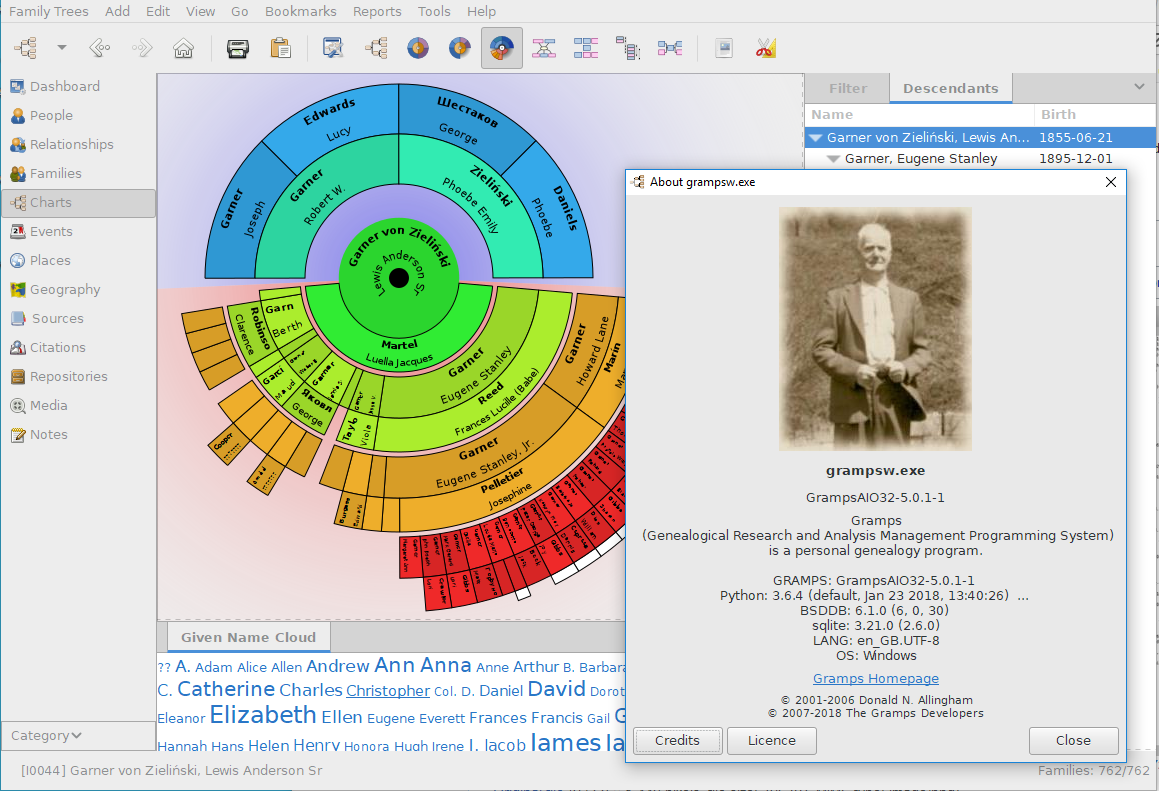
GRAMPS 是一种系谱学软件

系谱学软件的用途包括收集、保存、排序和展示系谱学数据。最少，系谱学软件容纳着个人最基的本信息，生辰、婚姻和去世。许多程序还容纳了更多生平信息，包括职业、住址和金融信用等信息。大多数还提供了追溯每一项证据来源的途径。
大多程序可以生成亲属关系图，允许数字图片的插入和GEDCOM格式的数据输出，方便其他用户分享。更多高级功能包括限制被分享的信息，通常是出于隐私考虑移除尚在人世者的信息；音频文件的插入；生成家史书籍、网页及其它出版物；正确处理同性婚姻和私生子问题；从互联网获取信息以及提供研究指导。
程序可能面向与之相关的一个特定宗教，国家或民族。

### 维基家谱项目
有提案建议通过维基媒体启动和实施一个宗谱学和开放血统的项目。

## 资料和文献
宗谱学家需要广泛用到各种资料。只有搞清楚了这些资料是怎么被记录下来的，包含了怎样的信息以及怎样，从何处得到这些资料，才能高效地进行宗谱学研究。

### 资料类型清单
系譜學研究常用到的资料类型：
- 关键资料
  - 出生證明書
  - 死亡證
  - 结婚和离婚记录
- 收養记录
- 傳記和生平简介（如馬奎斯世界名人錄）
- 人口普查记录
- 宗教记录
  - 洗禮或洗礼仪式
  - 割礼盟约或婴儿命名证书
  - 坚振圣事
  - 成人仪式
  - 婚姻
  - 葬礼或死亡
  - 成员
- 居住地[18]和電話簿
- 验尸报告
- 法庭记录
  - 犯罪记录
  - 民事登記
- 日记、个人信件、家庭圣经
- 移民出境、外來移民、归化记录
- 遗传和血统组织记录
- 土地和财产记录、卖身契
- 医疗记录
- 军事和征兵记录
- 报纸文章
- 讣告
- 專業记录
- 口述歷史
- 护照
- 相片
- 救济院、济贫院、公立救济院和收容所的记录
- 学校和校友会记录
- 客轮乘客名单
- 国内社保和退休金记录
- 纳税记录
- 墓碑、公墓和殡仪馆记录
- 选民登记记录
- 遗嘱和遗嘱认证记录

为了追溯公民生平，政府开始记录非皇室或贵族人员。比如在英国和德国，这种记录早在16世纪就开始了。当越来越多的人口被记录在案以后，要调查某个家庭就有了充足的资料。系谱学家可以在本地的、地区的和国家的办公室及档案室找到这些资料和更多有关家族关系的信息，并再现某个人的生活脚步。
在中国、印度和其他亚洲国家，家谱，有些可以追溯到上千年前，被用来记录家族成员的名字、职业及其他信息。在印度比哈尔邦东部的Maithil Brahmins和Karna Kayasthas中有一种可以追溯到12世纪的所谓“Panjis”的手写家谱的传统。即使到现在，结婚之前也应先咨询、参考这些资料。
在爱尔兰，谱系资料一直被专业的历史学家记录，直到17世纪中叶盖尔文明（Gaelic civilization）的覆灭。其中最杰出的也许当数Dubhaltach MacFhirbhisigh（卒于1671）编纂的，2004年出版的《爱尔兰血统全书》（ Leabhar na nGenealach/The Great Book of Irish Genealogies）。

### FamilySearch

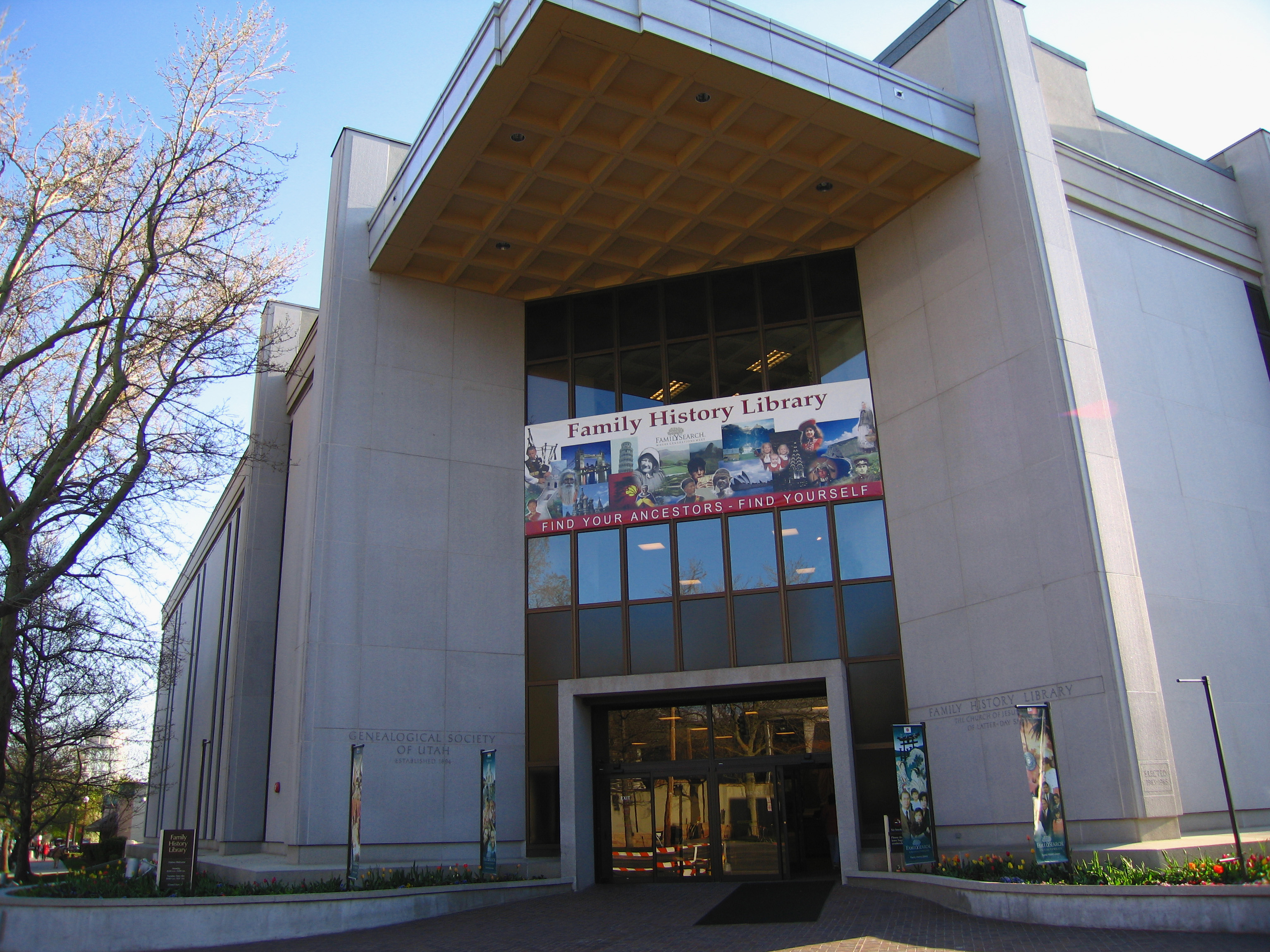
后期圣徒教会（LDS Church）运作的家谱图书馆（The Family History Library）是世界上最大的致力于系谱学研究的图书馆

耶穌基督後期聖徒教會除宣教和敬拜外，同时也致力于系谱学资料的大规模微缩摄影。其位于犹他州盐湖城的家谱图书馆容纳着超过两百万份系谱学相关材料的微缩胶片，同时可供全球超过4500家家谱中心现场调研使用。
FamilySearch的网站为系谱学家们提供了许多资源：家族树、史料、数字化家谱图书以及包含资源的研究指导条目的维基。
耶穌基督後期聖徒教會致力於建立家譜資料庫的原因來自於該教會的獨特教義：該教會相信其繼承古代正統教會之權柄，可在其「聖殿」內為已逝世的先人執行教儀（哥林多前書15：29），進而使生前沒有機會聽到福音之人有機會成為基督徒；因此，需要收集先人資料以供教儀執行之用。此外，教會也相信收集家譜的過程，可以有益於在世家人的和諧與團結。不過即使對非教會成員，教會也免費開放家譜資料供大眾查閱。一般來說，已逝者的名字若要放入聖殿執行教儀，需先徵得該名已逝者之在世家屬之同意，以免冒犯信仰不同者。在世家屬有部分成員並非教會成員的情況，則依在世近親順序之意願而定（如：配偶→子女／父母→兄弟姊妹...）。

### 给祖先的东西编个索引
编辑索引，是一个将教区记录、城市重要资料以及其他资料的静电复印本转录进电子化数据库以备滤过性研究的过程。志愿者和专业人员都会加入到其中来。自2006年以来，FamilySearch保管的资料已经在志愿者家中开始了被影印和数字化的进程。这样的“索引”让研究人员可以迅速搜索并筛选信息。
例如，历经72年的法律限制，个人信息的释出在2012年终成现实。系谱学社团联合起来，共同为这一亿三千两百万美国公民编纂系谱学信息索引。
2006至2012年间，FamilySearch已经录入了超过十亿个记录，每一个都有据可查。其对于专业或非专业的以及组织化研究者的价值都是不可估量的。

## 信息种类
为了重现某个人的生平，系谱学家必须考虑所有可能包含“系谱学价值”信息的历史细节。一般说来，准确定位需要的基本信息包括地名、职业、姓氏、名以及各种日期。不过，由于现代系谱学家已经认识到将信息还原到历史环境中来评估所得信息的价值以及区分同名的必要，所以大大扩展了这个清单。大量关于不列颠人以及其他民族的信息都已经可被获取。

### 姓氏

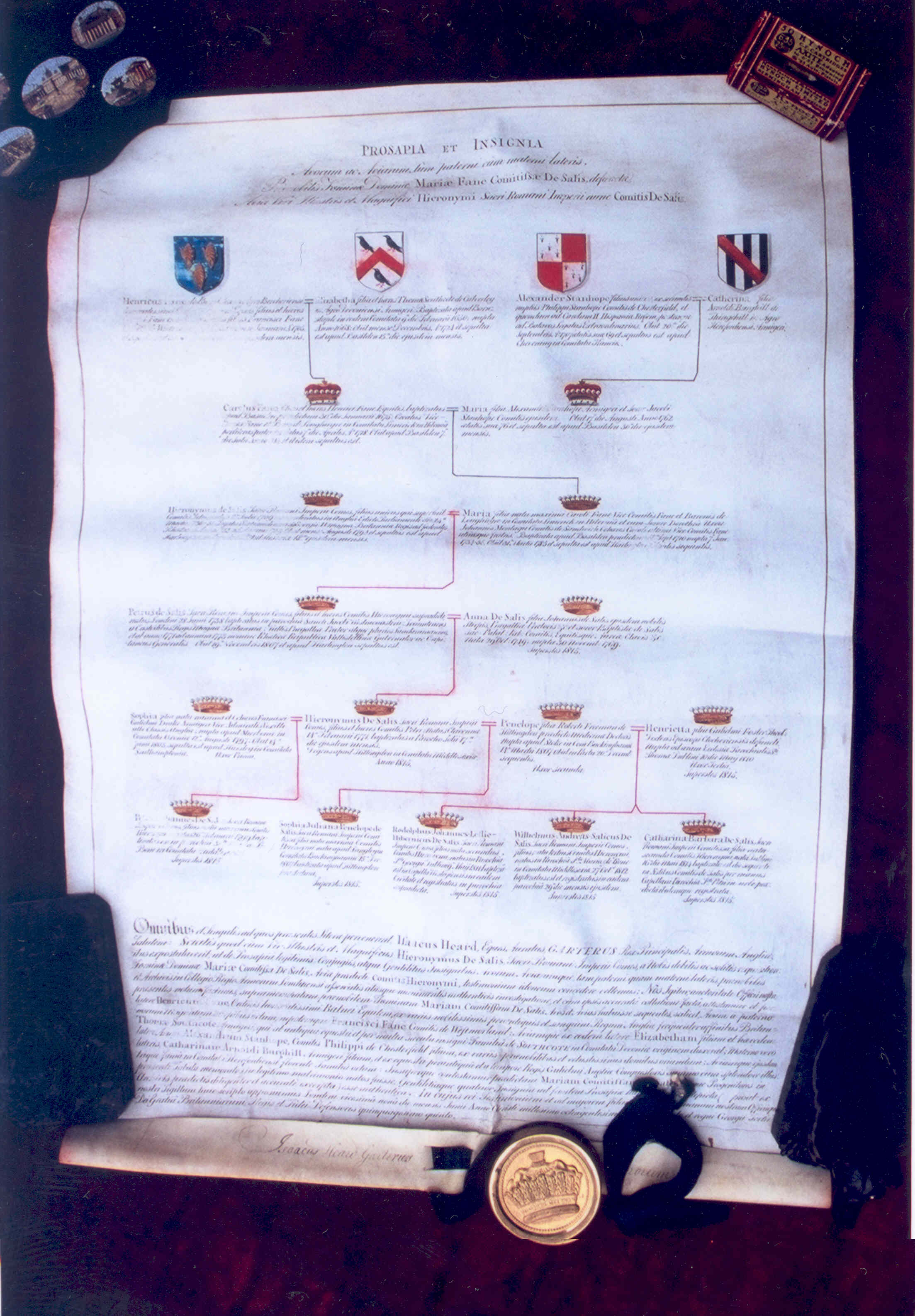
公元1809，某家族的家谱

姓氏，既是系谱学最重要的信息之一，又是系谱学家最为头疼的东西。
在多数文化里，一个人的姓氏代表了他所属的家族，又叫做family name, surname 或者last name。父名（Patronymics）是从父系得到的姓氏，以确定一个人的身份。比如Marga Olafsdottir就是Marga家的一员，Olaf的女儿；Olaf Thorsson是Olaf家的人,Thor的儿子。在使用surname以前，许多文化使用父姓。比如，在1687年英国强制执行surname使用以前，纽约的荷兰人一直使用父姓系统的名字。冰岛的大多数人仍使用这种名字。19世纪，丹麦和挪威一直使用patronymic和farm name，虽然在世纪末的某些地区，surname已悄然兴起直到1856年和1923年，丹麦、挪威相继出台相关法规，强制执行surname的使用。
由于子嗣、婚姻、移民或其它关系造成的改名无疑给谱系研究增加了难度。比如，许多文明里，妇女都要使用配偶的姓氏。当她再嫁时，她和她的孩子们也许会改名，也许孩子不改，也有可能都不会改。她的娘家姓也许会出现在她孩子的中名里、她的中名里或者被完全舍弃。有时孩子们会继承继父母和养父母的名字。由于官方记录会如实反映姓氏的变化，但却不解释变化的原因，所以从一个人的众多名字中找到真正身份是非常具有挑战性的。美国的移民也会让自己的额名字听起来更像个美国人。姓氏数据在贸易目录、户口调查表、出生、死亡、婚姻记录都能找到。
姓氏数据在贸易目录、户口调查表、出生、死亡、婚姻记录都能找到。

### 名
关于名（given names /first names）的系谱学数据是其它许多相同问题，比如姓氏、地名，的主体。另外，綽號（nicknames）的使用也是很普遍的。比如Beth, Lizzie和Betty都是Elizabeth，而Jack, John和Jonathan也是可以互换的。
中名可以提供额外的信息。中名有被继承的传统，也可能作为姓氏。例如，在一些拉丁国家，孩子会同时使用母亲和父亲的姓。
有一些地区和文化里，自古存在着一些命名传统。但即使是在普遍使用约定命名的地区，这些传统也不见得受所有人待见。一些家庭可能有时按传统给孩子们命名，有时则全不管它。为了纪念新近去世的亲戚，用他们的名字来称呼新生儿也是允许的。

英格兰、苏格兰和爱尔兰的一种命名传统
| 孩子       | 名字来源   |
| 第一個兒子 | 祖父       |
| 第二個兒子 | 外祖父     |
| 第三個兒子 | 父親       |
| 第四個兒子 | 父親的大哥 |
| 第一個女兒 | 祖母       |
| 第二個女兒 | 外祖母     |
| 第三個女兒 | 母親       |
| 第四個女兒 | 母親的大姐 |

德国的某些地区遵循着另外一种命名传统。所有的兄弟姐妹都有着相同的first name，通常是他们崇敬的某位圣人或某位当地贵族的first name，然后依靠Rufname（即second name）来区分。如果一个孩子夭折了，那么他（她）的弟弟（妹妹）可能沿用他（她）的名字。所以一对夫妻的孩子们用一两个名字叫来叫去一点也不稀奇。
名字也有受欢迎的程度，所以一代人中出现名字相似的人甚至家庭都不足为奇。比如“William、Mary和他们的孩子们David、Mary、John”。
许多名字都是和性别绑在一起的，比如William们肯定是男孩而Mary则不大可能是男孩的名字。其它的则可能模棱两可，比如Lee，或者根据拼写的不同以示性别之分，比如女性用Frances而男性则使用Francis。

### 地名
虽然祖先们住宅和生平大事的详细地点是系谱学者追求的核心元素，但有时候这些地名会造成不小的困惑。不同的传记人员可能会产生传播谬误，不同的地点可能有相似甚至完全相同的名字。例如，在英国斯塔福德郡和什罗普郡的边境地区，叫布罗克顿的村庄就有六个。政治边界的改变也必须纳入考虑范围。教区、区县以及国家边境都是在经常变动的。旧时的资料可能会包含一些早已不存在的农场或村庄的名字。如果是在研究波兰的古籍，那么一张地图或者样本记录，类似于A Translation Guide to 19th-Century Polish-Language Civil-Registration Documents，就是非常有价值的，因为在过去的几个世纪里波兰的国界和地名频繁地在变换。
开放资源可能包括人口记录（民事和教会登记）、人口普查以及税额查定。口耳相传的习俗也是重要的资源，虽然使用的时候要慎之又慎。当关于地点的资源无处可觅时，当时其人或家族的住址可能提供一个相当靠谱的答案。
地图和地名表反映了某个地名与周围社区的关系，也许还能帮助了解其洄游模式，是了解所研究地点的资源。Family tree mapping使用类似于Google地球的在线地图工具（经常与来源于David Rumsey Historical Map Collection覆盖型历史地图配合使用）来辅助理解地理位置的重要性。

### 日期
对于日期，再谨慎也不为过。相比其他系谱学数据，日期在时候更容易忘记，也更容易混淆。因此，应该首先明确所采用的日期是当时还是时候的记载。户籍或人口记录上的出生日期，教堂记录的施洗日期往往比较准确，因为一般都在当日或事后不久就记录下了 。家庭圣经是日期的一项重要来源，但可能是事后回忆时才写下的。如果墨色和笔迹都没什么变化的话，说明所有的日期都是一同写下的，因此其可信度也就打了折扣。毕竟间隔越久，记忆就越模糊。圣经的出版日期也为其中日期的准确性提供了线索，因为它们不可能在圣经出版以前就被写进去。
有时候人们为了结婚会声称自己并没有那么大年龄，有时非适龄青年为了参军又会虚报年龄。通过人口普查反馈资料找到一个人的真实年龄或者推断近似死亡日期都是不靠谱的。1841的英国人口普查将15岁以上公民的年龄以5年为界向下取整。
虽然施洗日期通常近似于出生日期，但是有些家庭却等到孩子长到一定岁数才进行施洗。甚至有些宗教推行着成人施洗的标准。为了掩盖未婚先孕，出生日期和结婚日期都有可能被篡改。
英國和美國的1752年之前还是3月25日，第二天便是1月1日。欧洲的许多其他国家早在英国之前由儒略曆更换为了公历，有的甚至早上几百年。1751年英国与这些欧洲国家的日期就存在11天的误差。
欲了解凯撒纪年法与公历纪年法的详情，参见：公历。
法国大革命期间，有提出使用法国共和历（The French Republican Calendar/French Revolutionary Calendar ），随后法国政府在1793年到1805年间使用了12年法国共和历，后来又与1871年的巴黎使用了18天。在这期间，使用法国共和历的日期的官方记录都需要“翻译”为公历的相应日期。有一家网站就专门计算这时间错位。
为谱写学研究所用的日期，通常是天写在最前，然后是月份的前三个字母，最后是同一的4位数年份。

### 职业
职业信息不仅可以帮助了解祖先的生平，还可以用来区分两个同名的人。一个人从事的职业可能与其社会地位、政治利益甚至洄游模式都休戚相关。由于技术通常由父传子，子传孙，所以职业也可能是家族关系的直接证据。
一个人换工作，头衔也随之改变的情况时有发生。有些工人由于不再适应他们以前的工作而不得不改行，改换没那么体面的工作，但其他人的声望却扶摇直上。许多过去的人由于没有一技之长而干过一打工作，这就要看当季需要什么样的工人了。人口普查资料可能会包含一些粉饰，比如把劳工写成工头，学徒写成匠人。如果不是有明确的差别，以前的职业称呼可能会造成理解上的困难甚至混淆。比如管马的ostler和开旅馆的hostler。同样的，对某些职业的描述也可能出问题。比如兔子窝里的ironer也许是在说布里斯托尔区（Bristol district）一位叫Rabbit Burrows的ironer。一些职业有着地区性的名字。比如shoemaker和cordwainer都是鞋匠。最后许多定义模糊的职业都是更大事业的一个小部分，如制表、烟火和枪支制造。